# Nasonggo River
Nasonggo River är ett vattendrag i Fiji. Det ligger i den centrala delen av landet, 60 km nordväst om huvudstaden Suva. Nasonggo River ligger på ön Viti Levu.